# José Vieira de Rezende e Silva
 José Vieira de Rezende e Silva ou Coronel Vieira (20 de agosto de 1829 — 12 de setembro de 1881) foi um político e fazendeiro brasileiro, conhecido por seu papel na política de Minas Gerais e por suas contribuições para o desenvolvimento da infraestrutura da região da Zona da Mata Mineira.

### Nascimento
Filho do Major Joaquim Vieira e Maria Balbina